# Cultrinotus apicalis
Cultrinotus apicalis är en insektsart som först beskrevs av Walker, F. 1870.  Cultrinotus apicalis ingår i släktet Cultrinotus och familjen Pamphagidae. Inga underarter finns listade i Catalogue of Life.